# Эрререско

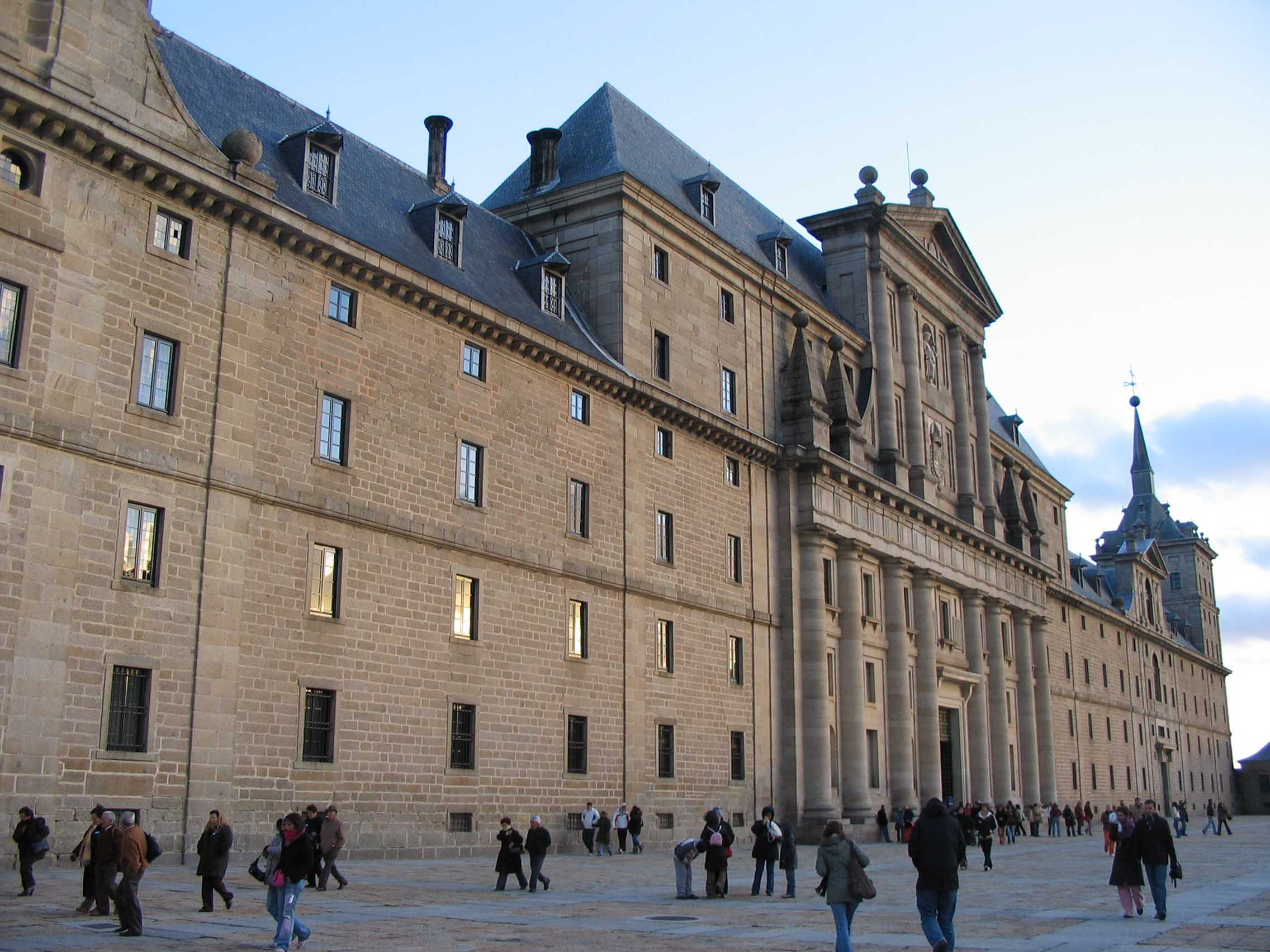
Фасад монастыря Эскориал. Мадрид

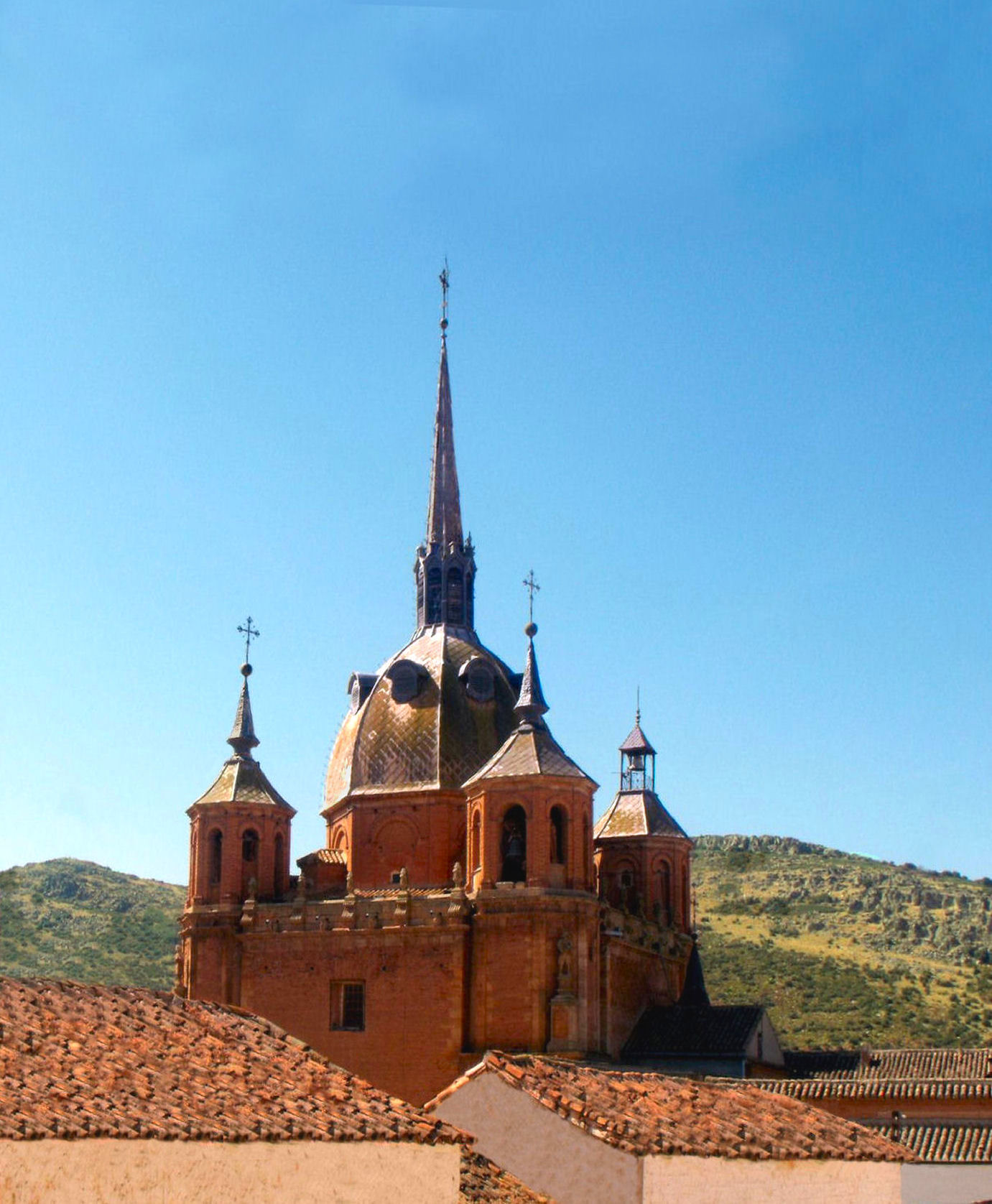
Церковь Сан-Карлос-дель-Валье, Сьюдад-Реаль

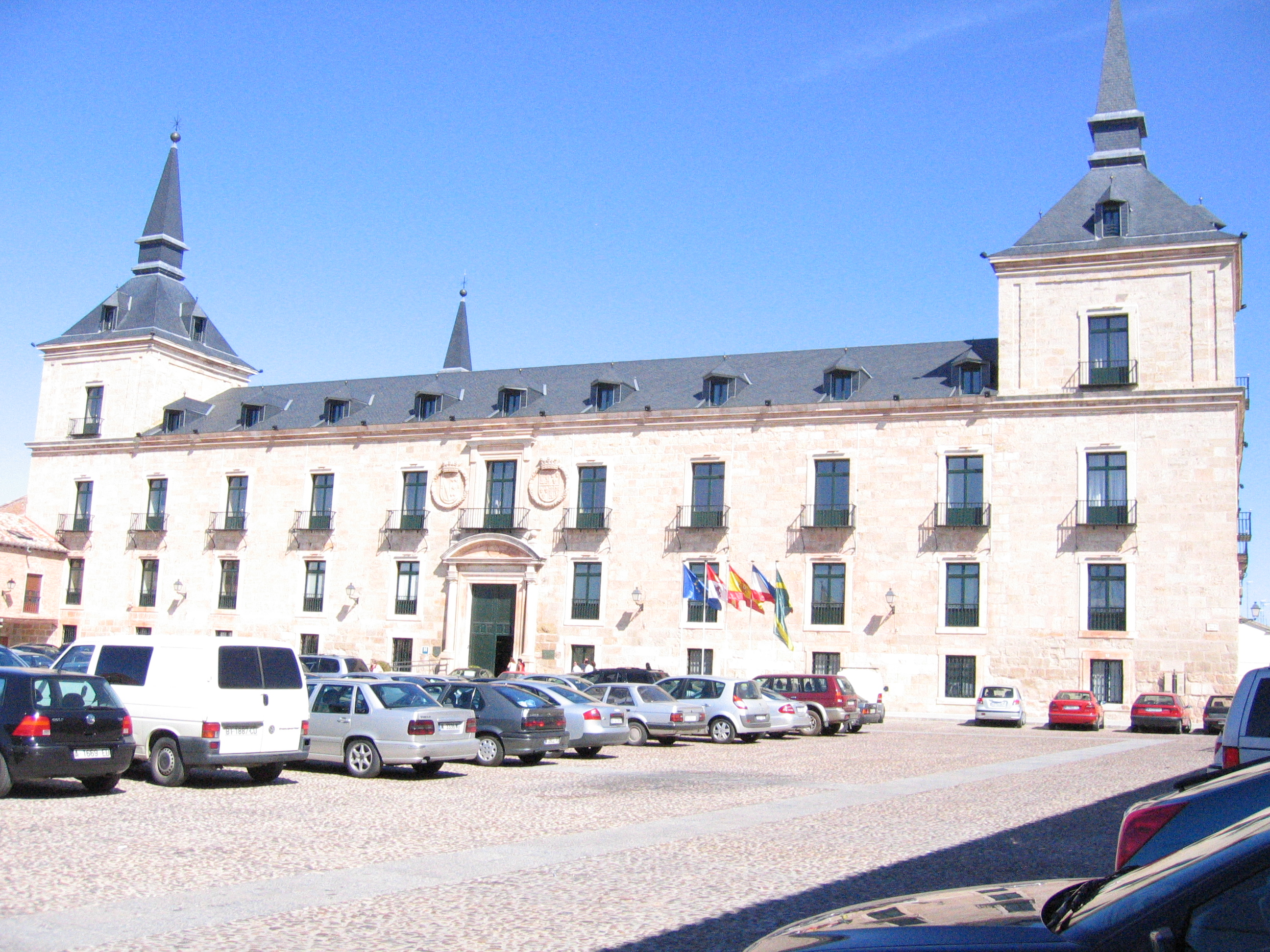
Герцогский дворец в Лерме, провинция Бургос

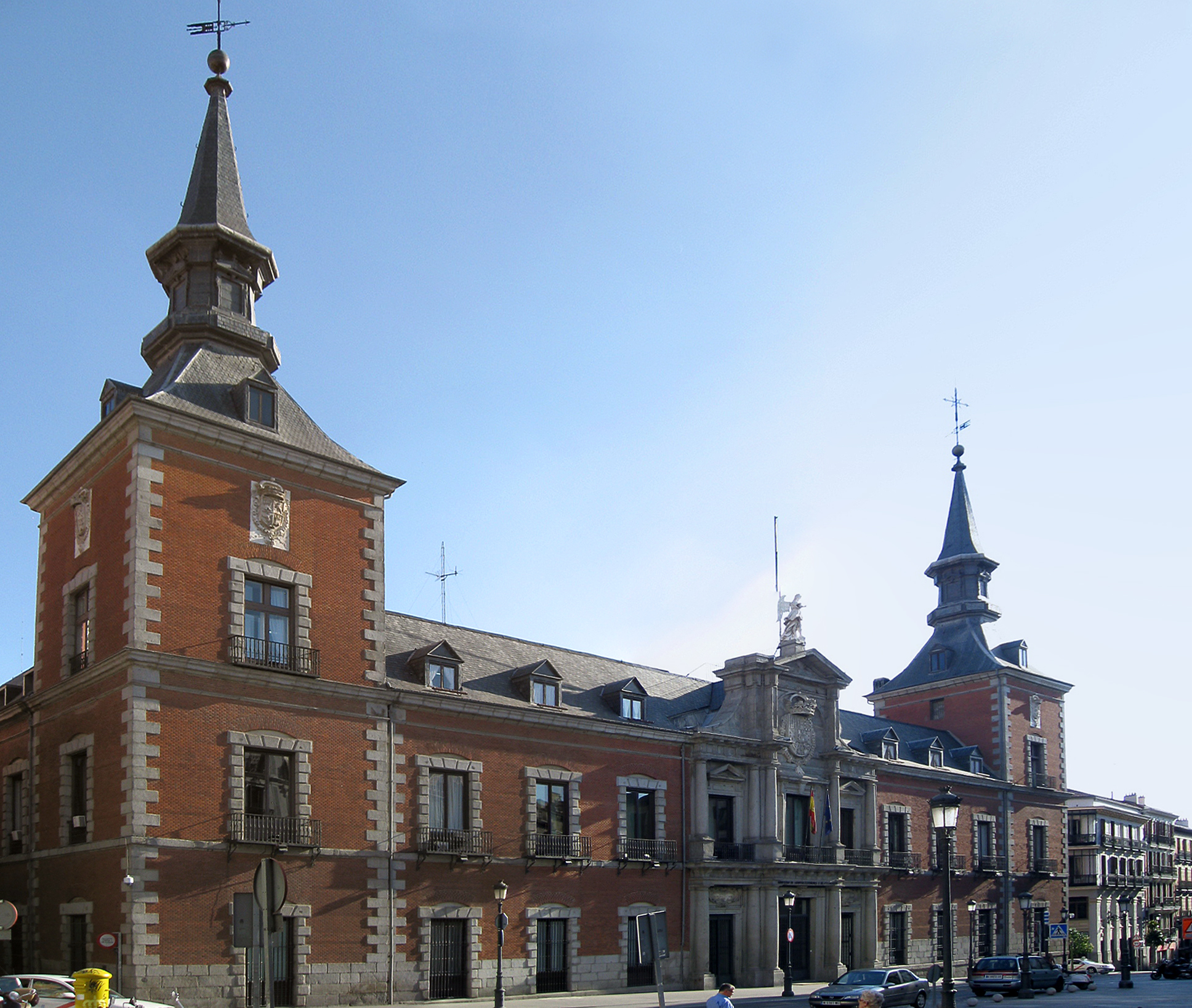
Фасад дворца Санта-Крус, Мадрид

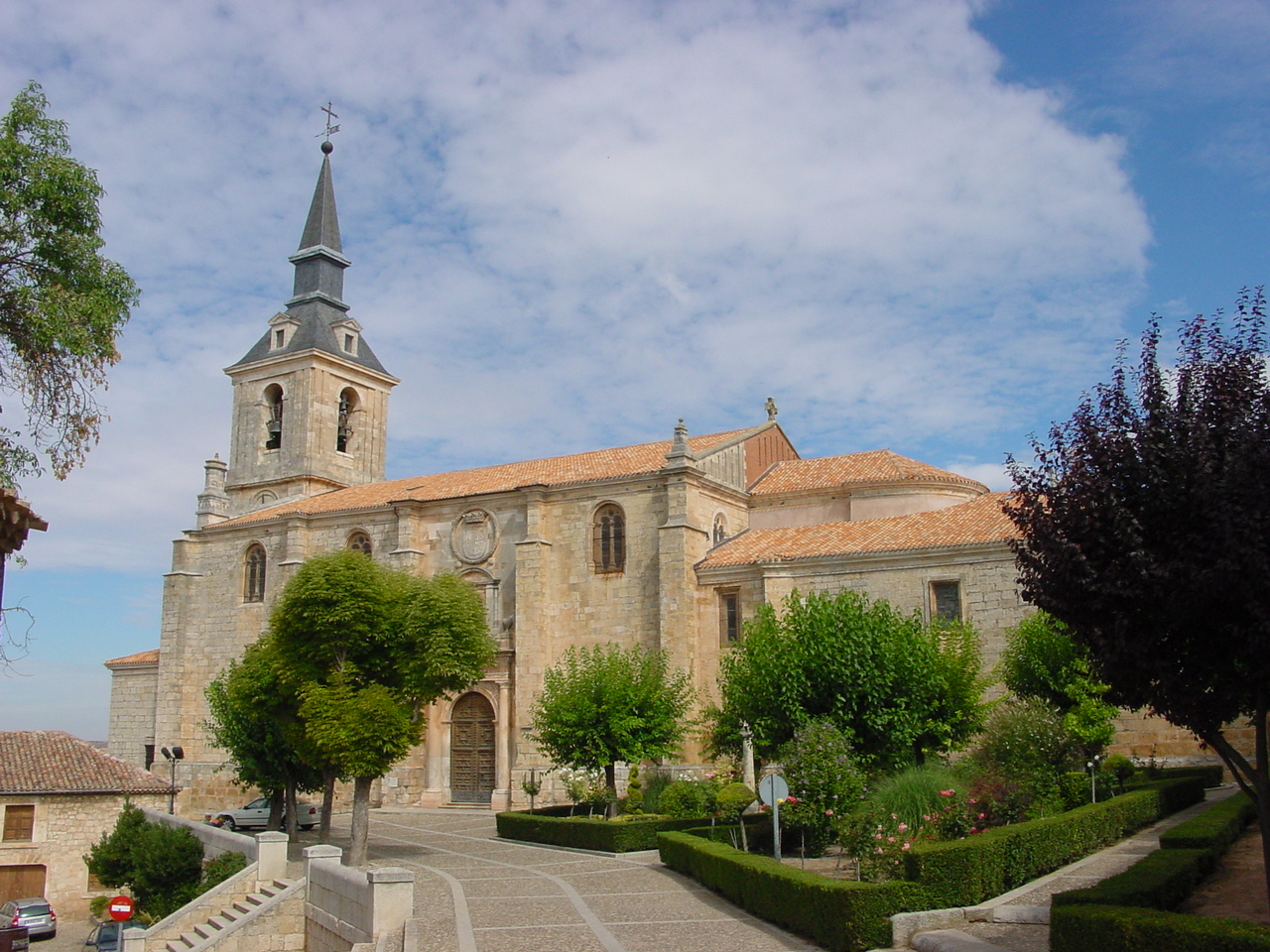
Церковь Сан-Педро, провинция Бургос

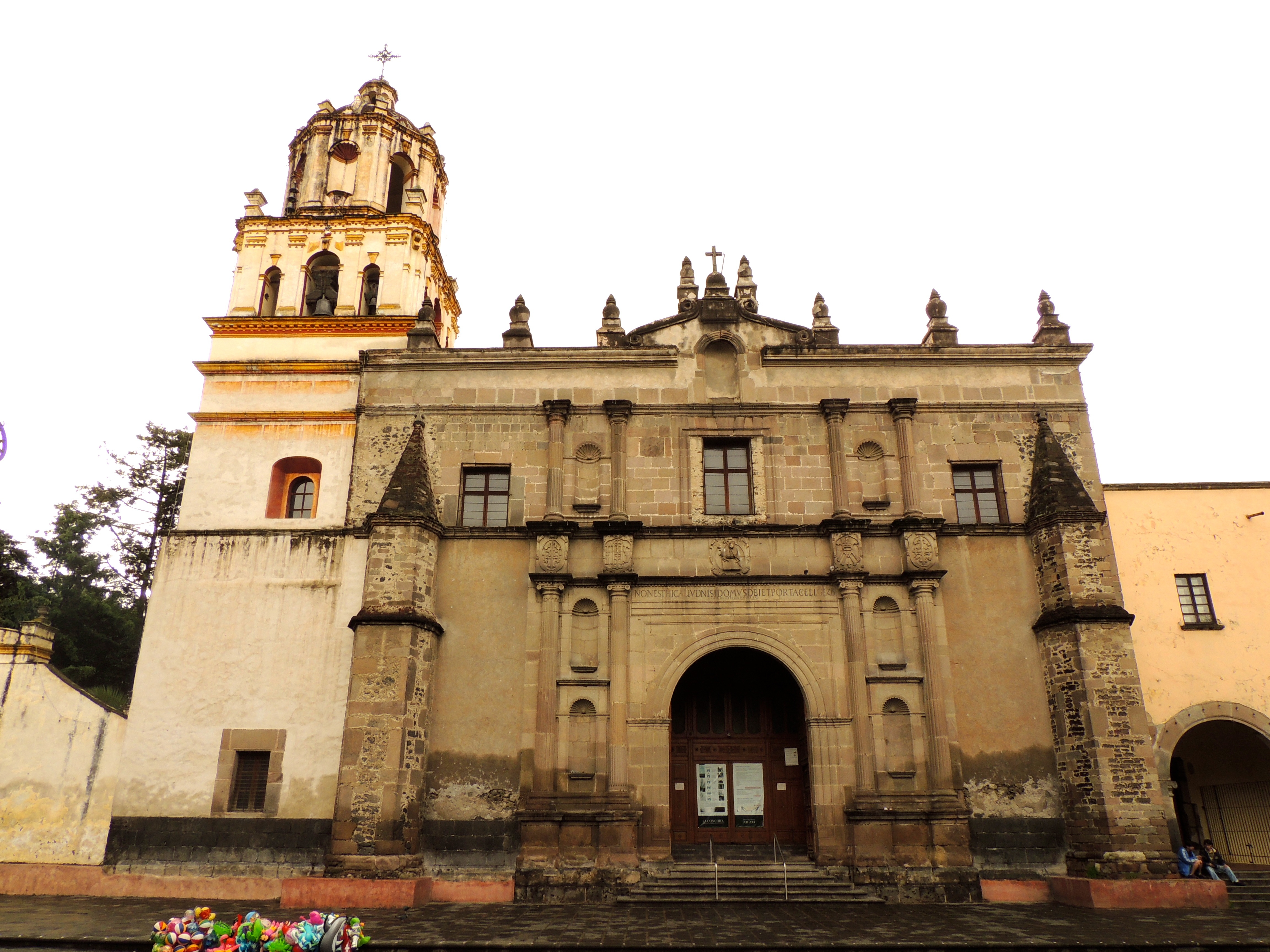
Церковь Сан-Хуан-Батиста в Койоакане (Мехико), построенная в первой половине XVI века и реконструированная в 1804 году

Эрререско, эрредиано (исп. herreresco; исп. estilo herreriano или исп. arquitectura herreriana) — историко-региональный стиль архитектуры, получивший распространение в Испании в последней трети XVI века во время правления короля Филиппа II (1556—1598) и позднее, в первой трети XVII века.
Название по имени испанского архитектора Хуана де Эрреры (1530—1597), одного из строителей монастыря Эскориал близ Мадрида. Другое название: «неукрашенный стиль» (исп.  estilo desornamentado), поскольку он сменил стиль платереско первой трети XVI века, отличавшийся обилием измельчённого плотного декора.
Кроме того, он также известен как стиль Эскориала, по зданию, служащим лучшим образцом этой архитектуры. «Эрререско» является в истории искусства Испании первым ренессансным стилем, но сохранившим влияние традиционного испанского барокко и даже, в частности, в творчестве самого Эрреры, элементы испано-мавританской архитектуры. Период расцвета эрререско приходится на третий и заключительный этап испанского Ренессанса второй трети XVI века.
Главными представителями эрререско являются Эррера, которому стиль обязан своим названием, и Франсиско де Мора (1553—1610), ученик Эрреры и архитектор Герцогского дворца в Лерме, другого ключевого образца архитектуры эрререско.

## Особенности стиля
Эррерианская архитектура характеризуется геометрической строгостью, симметрией, простыми отношениями между различными архитектурными элементами, системой пропорционирования на основе квадратных модулей, почти полным отсутствием декора.
Хуан де Эррера был последователем архитектора Хуана Батиста де Толедо, учившегося в Риме у великого Микеланджело. Эррера хорошо знал итальянскую архитектуру, постройки Браманте, Сансовино, Палладио. Изучал трактат «Десять книг об архитектуре» Витрувия. Не случайно Эррера был автором теоретического трактата «Рассуждение о кубической фигуре» (Discurso sobre la figura cúbica) показывает его основательные познания в геометрии и математике.
В планировке Эскориала отражены все основные черты архитектуры Высокого Возрождения в Италии: симметрия, рациональное пропорционирование на основе модулей в один или два квадрата (система А. Палладио), доминанта центрального купола и симметрично расположенных башен. Современники сравнивали Эскориал с лучшими постройками античности, так как он был «порождён той же идеей». Вместе с тем Эррера учитывал и национальные традиции испано-мавританской архитектуры: угловые башни и шпили, неприступные стены, характерные для старинных крепостей алькасаров, внутренние дворы с водоёмами, как это было принято у мавров.
Здания обычно имеют деревянные крыши, покрытые снаружи шифером, и боковые башни с остроконечными пирамидальными шпилями, называемыми мадридскими шпилями, которые привносят элемент вертикальности строениям, одновременно создавая образ величия и возвышенности. Строения в стиле эрререско, в большинстве случаев, имеют большие размеры, производят внушительное впечатление на окружающем фоне, впечатляя строгостью и монументальностью.
Для этого стиля характерно использование простых геометрических форм, таких как полусферические купола и пирамиды. Идеологически эта строгость являлась реакцией на протестантизм в соответствии с руководящими принципами, установленными Тридентским собором католической церкви (1545—1563).

## Историческое развитие стиля эрререско
Стиль эрререско возник в связи со строительством монастыря Эскориал (Сан-Лоренсо-де-Эль-Эскориаль, Мадрид), точнее с реорганизацией этого проекта, разработанного кантабрийским архитектором Хуаном де Эррерой (1530—1597) после смерти Хуана Батисты де Толедо (1515—1567), автора начального плана Эскориала. Эрререско был официальным стилем архитектуры империи Габсбургов, начиная с правления Филиппа II. Социально-политическое значение, которое придавалось строительству монастыря Эскориал в 1563—1584 годах, способствовало влиянию стиля. Этому также способствовало назначение в 1579 году Хуана де Эрреры инспектором памятников короны.
Стиль эрререско распространялся по мадридским комаркам Сьерра-де-Гвадаррамы, расположенным в окрестностях монастыря Эскориал посредством работ, непосредственно финансировавшихся королевской семьёй, и работами, осуществлявшимися местными муниципалитетами. К первой категории относилась инфраструктура, такая как Пуэнте-Нуэво в Галапагаре и строения для частного использования Филиппом II, такие как не сохранившиеся до нынешнего времени Каса Велета (тоже в Галапагаре) и королевские покои Торрелодонес (исп. Real Aposento de Torrelodones). Они были возведены для удобства передвижения короля из Мадрид в Эскориал. В Эль-Эскориале королевские власти поощряли развитие различных градостроительных проектов, в том числе и возведение церкви Сан-Бернабе архитектором Франсиско де Морой, одним из соавторов Эрреры в работах над королевским монастырём. Королевская семья также одобрила предоставление льгот этим муниципалитетам для продолжения реконструкции их основных общественных и религиозных зданий. Результатом этой меры является новый эррерианский стиль приходских церквей Вальдеморильо и Навалагамельи, имеющих средневековое происхождение.
Эррерианский стиль быстро распространился по всей Испании и испанским владениям в Америке. К наиболее ярким образцам стиля эрререско можно отнести Вальядолидский собор и Мост Сеговии в Мадриде (оба работы Эрреры), монастырь Уклес в одноимённом муниципалитете в провинции Куэнка (автор Франсиско де Мора), церковь Сан-Себастьян в Вильякастине в провинции Сеговия (вероятный архитектор Родриго Хиль де Онтаньон); церковь Сан-Луис в Вильягарсия-де-Кампосе в провинции Вальядолид (также работа Хиля де Онтаньона) и Коллегия Богоматери Антигуа в Монфорте-де-Лемос в провинции Луго (архитектор Симон де Монастерио). Отдельное место в этом списке занимает Герцогский дворец в Лерме (провинция Бургос), построенный по проекту Франсиско де Моры в 1601 году. Он послужил образцом для фиксации формирующегося эррерианского стиля в контексте зарождающихся барочных архитектурных тенденций того времени и установления модели дворцовой архитектуры, которая воспроизводилась на протяжении всего XVII века.
Большинство гражданских зданий, возведённых в Мадриде во время правления Филиппа III и Филиппа IV, продолжили архитектурные тенденции, заложенные возведением этого дворца. Это относится к Дворцу советов, дворцу Санта-Крус и Каса-де-ла-Вилье, созданным по канонам барокко, но с заметным эррерианским влиянием. Это влияние нашло своё отражение в распространении характерного для эрререско шпиля («мадрилианского шпиля»): пирамидального с шиферными крышами. Этот элемент использовался при возведении множества сооружений после XVI и XVII веков, преимущественно в колокольнях и куполах церквей, а также во многих светских сооружениях.
XVIII и XIX века стали временем упадка стиля эрререско. В XX веке, во времена диктатуры Франсиско Франко, к нему вновь был проявлен интерес. Площадь Пласа-де-ла-Монклоа в Мадриде с доминирующим над ней зданием Штаба воздушной армии (Мадрид) служит наиболее ярким примером и символом возрождения эррерианской архитектуры.

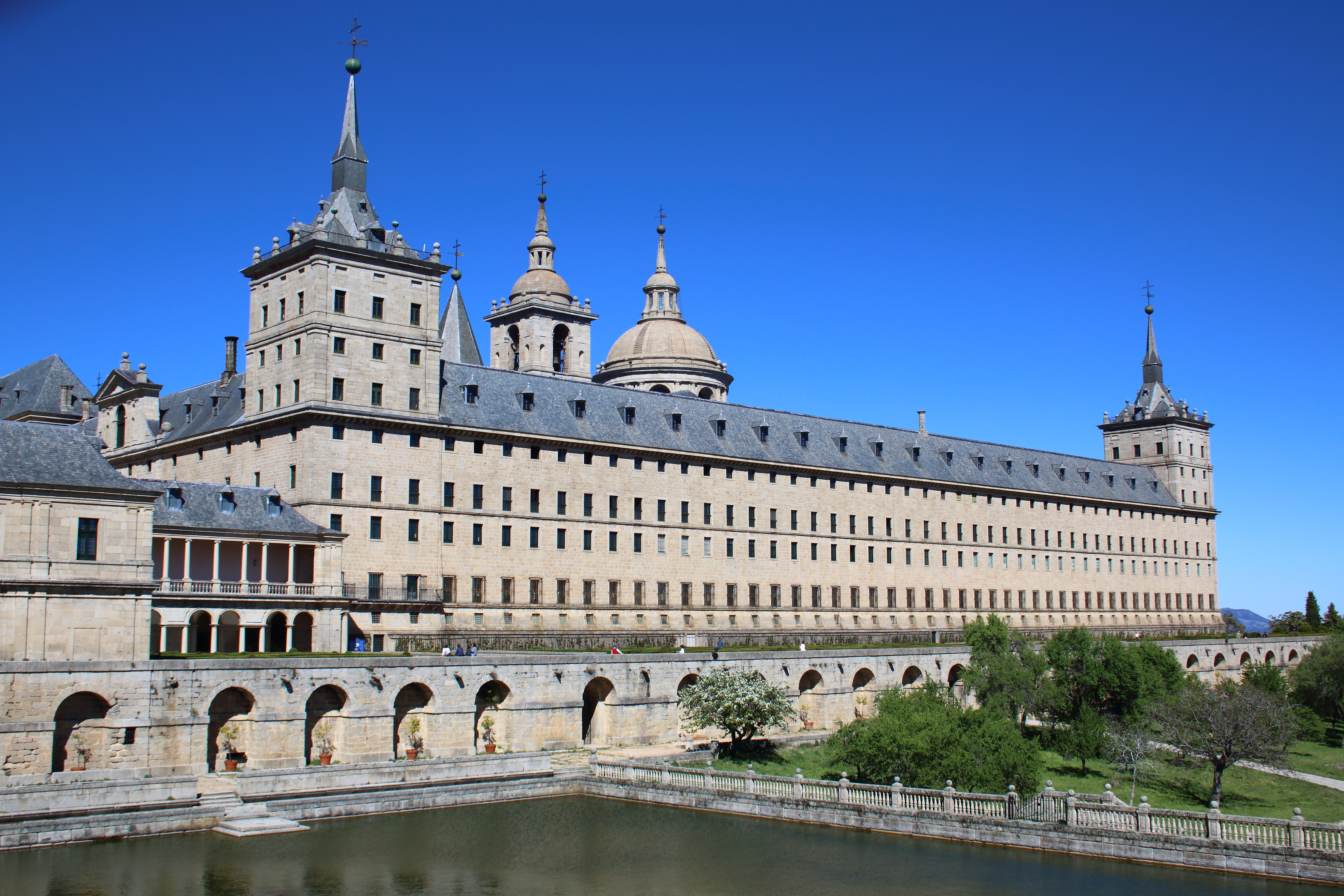
Эскориал. Общий вид
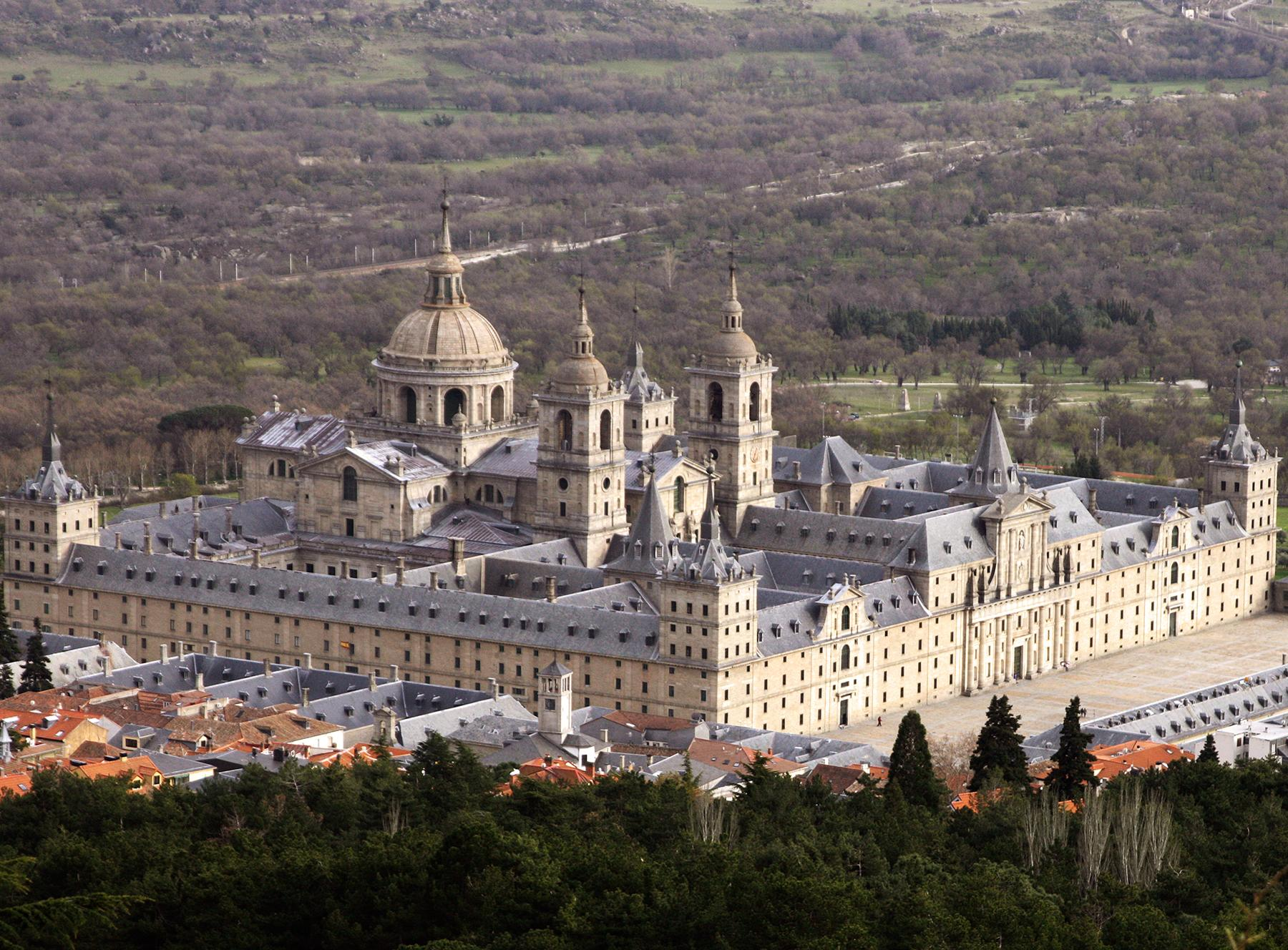
Монастырь Сан-Лоренцо в Эскориале
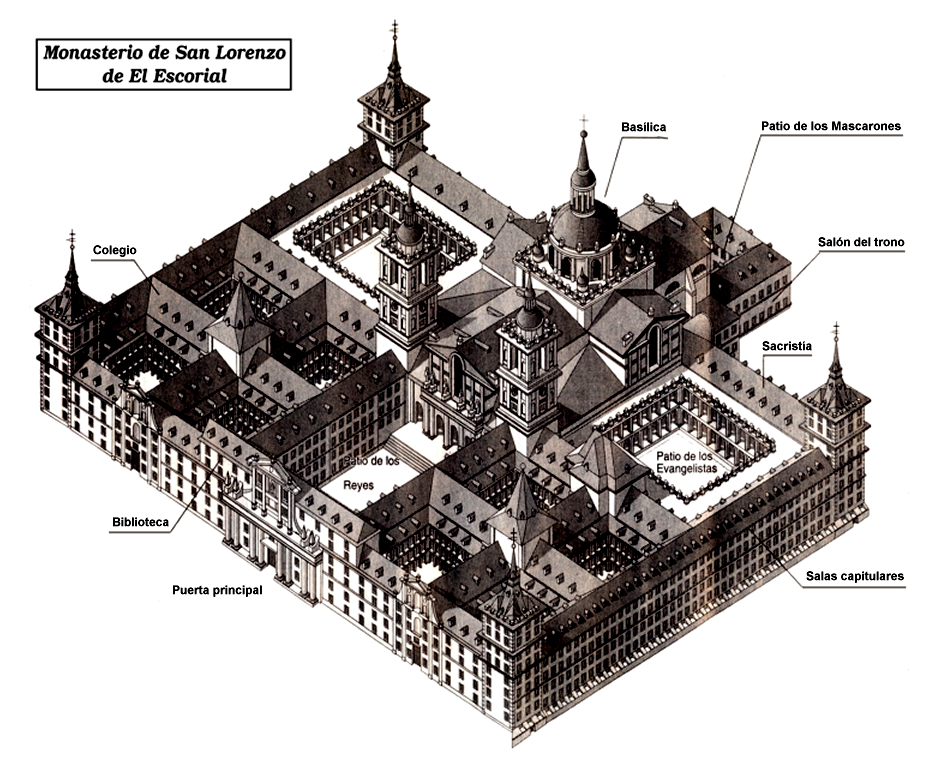
Изометрический план монастыря Эскориал
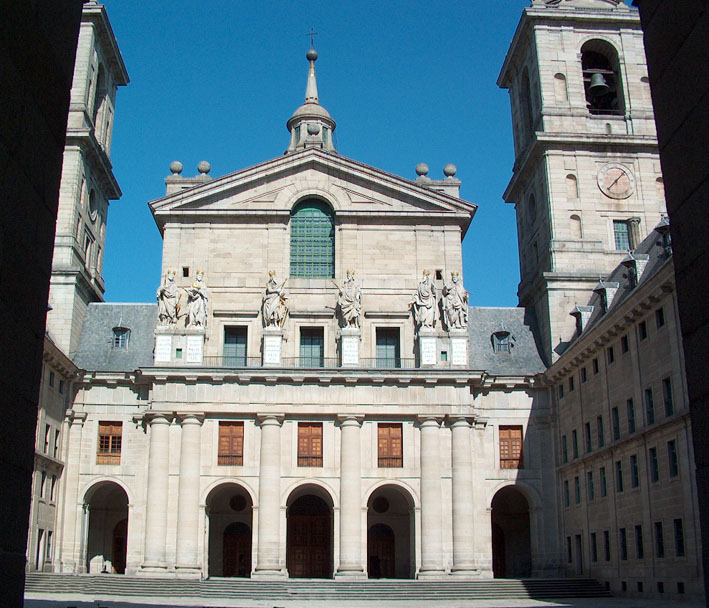
Базилика Сан-Лоренцо. Главный фасад. Эскориал. Завершено Хуаном де Эррерой
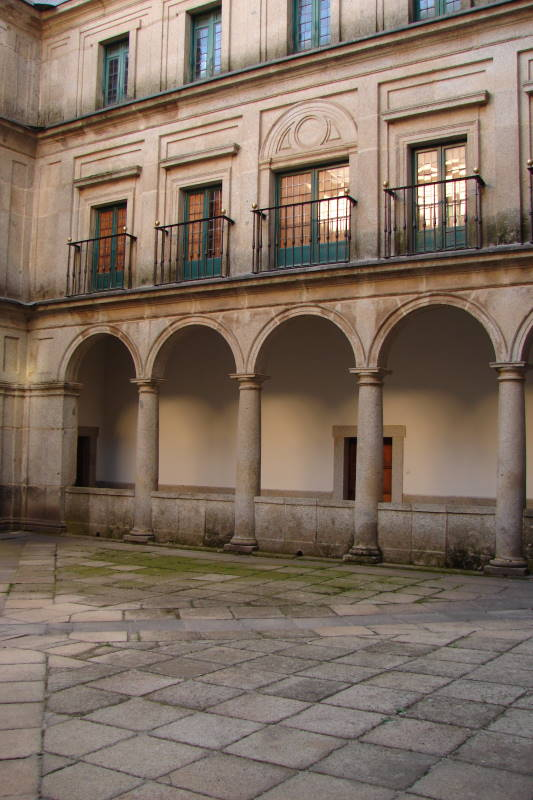
Эскориал. Лоджия двора
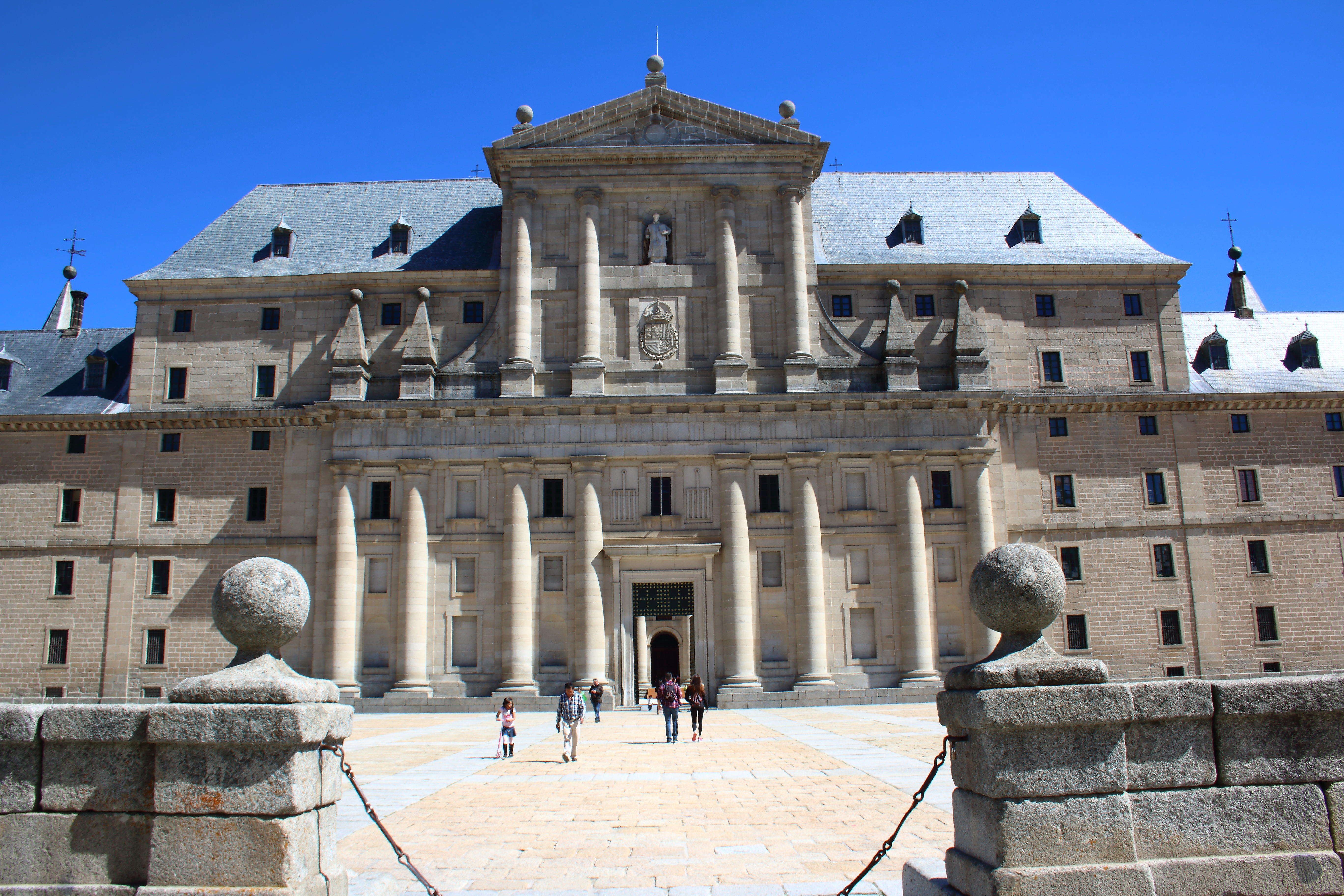
Эскориал. Главный фасад